# Dor Malul
Dor Malul (in ebraico דור מלול‎?; Rishon LeZion, 30 aprile 1989) è un calciatore israeliano, difensore dell'Hapoel Haifa.

## Carriera

### Club
Ha giocato nella massima serie dei campionati israeliano e belga.

## Palmarès

### Club

#### Competizioni nazionali
- Coppa d'Israele: 1

Hapoel Haifa: 2017-2018
- Supercoppa d'Israele: 1

Hapoel Haifa: 2018